# 小行星4405
小行星4405（英語：4405 Otava）是一颗围绕太阳公转的小行星。1987年8月21日，安東寧·姆爾科斯在克列特发现了此天体。
这颗小行星的绝对星等为199.9859347488536等。